# Како бубањ каже
Како бубањ каже четврти је студијски албум српског панк рок бенда Електрични оргазам. На албуму се налази осам песама, а објављен је 1984. године за издавачку кућу Југотон.
Поводом 40 година од изласка, Croatia Records поново објављује албум на грамофонској плочи са песмом "Тетовирана девојка" која је изашла на касетној верзији.

## Листа песама

### А страна
| №  | Назив                        | Трајање |  |
| 1. | Како бубањ каже              | 4:18    |  |
| 2. | Клинци траже забаву          | 3:29    |  |
| 3. | Причам о теби                | 4:55    |  |
| 4. | Ја желим промене бејби бејби | 7:03    |  |

### Б страна
| №  | Назив       | Трајање |  |
| 1. | Фрас у шупи | 4:38    |  |
| 2. | Београд     | 7:36    |  |
| 3. | Скамењен    | 5:16    |  |
| 4. | Волим те    | 6:00    |  |

## Учествовали на албуму
- Јован Јовановић Гроф — бас
- Горан Чавајда — бубњеви
- Иван Пајевић — гитара
- Срђан Гојковић — гитара, вокал
- Љубомир Ђукић — клавир, вокал

## Топ листе

### Недељна листа
| Листа     | Највиша позиција |
| --------- | ---------------- |
| ХР топ 40 | 2                |

### Месечна листа
| Листа | Највиша позиција |
| ----- | ---------------- |
| ХДУ   | 5                |